# トレド翻訳学派

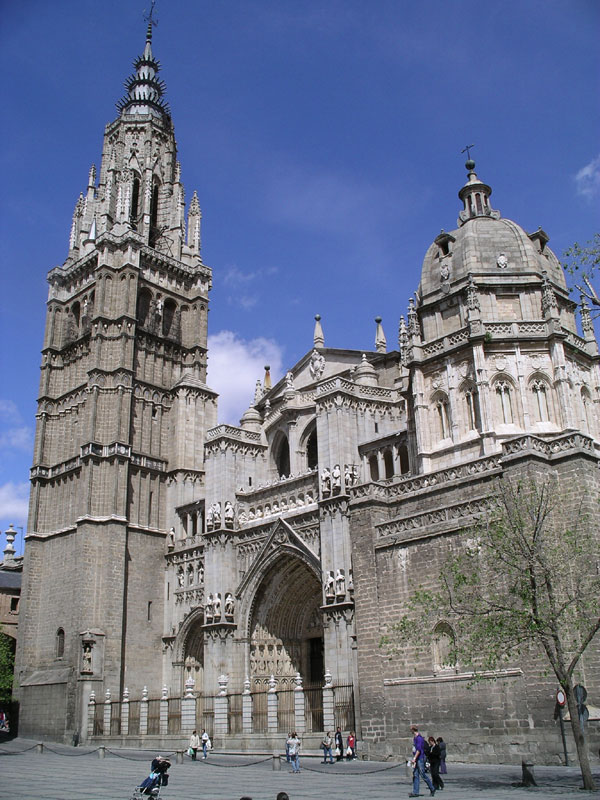
トレド大聖堂。13世紀前半、大司教ロドリゴ・ヒメネス・デ・ラダの命により着工した。

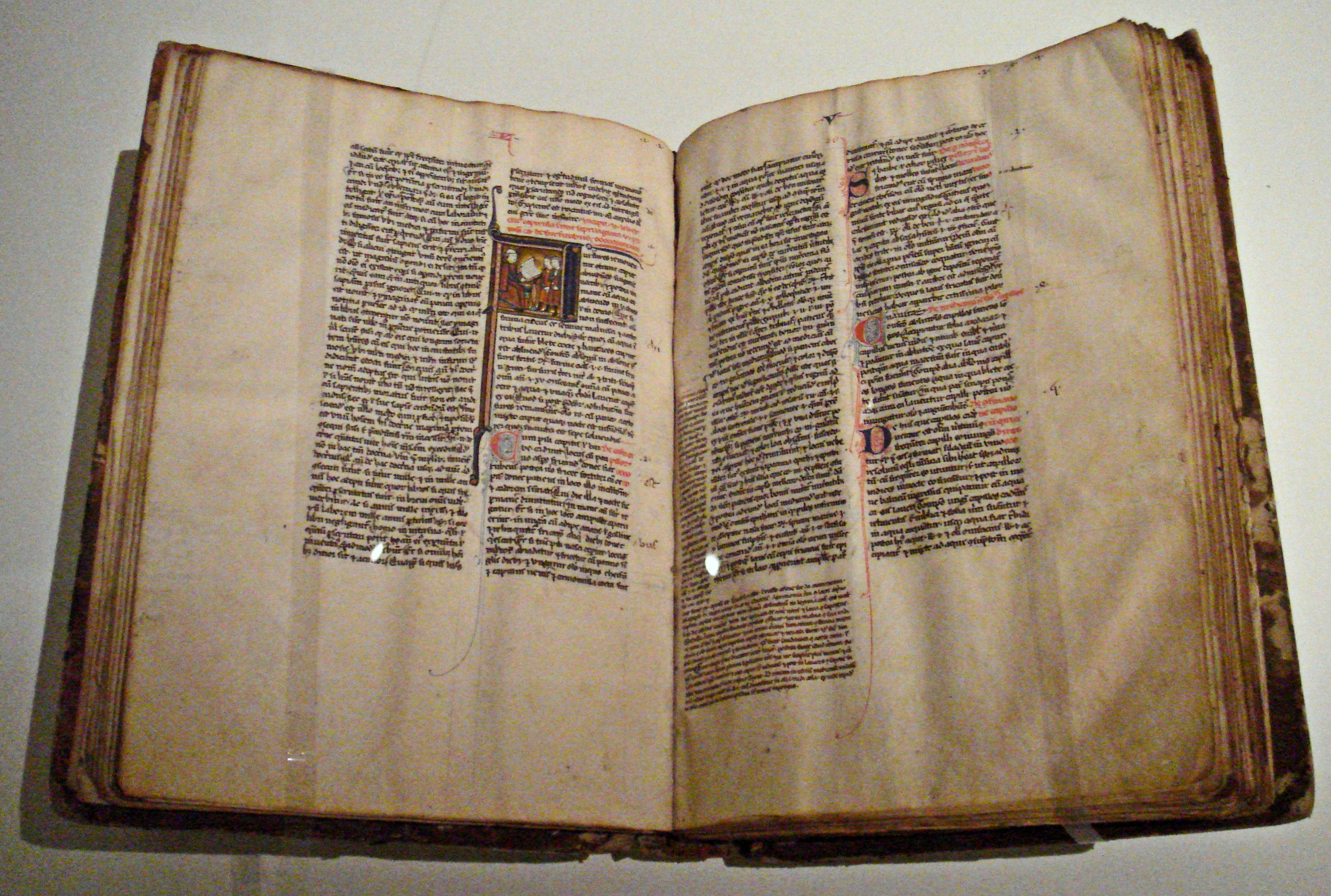
クレモナのジェラルドがラテン語に訳したアル・ラーズィーの医学書の写本

トレド翻訳学派（トレドほんやくがくは、英: Toledo School of Translators、西: Escuela de Traductores de Toledo）とは、12世紀から13世紀イベリア半島（スペイン）の都市トレドで行われた、書物のアラビア語からラテン語やスペイン語（カスティーリャ語）への翻訳活動、およびその翻訳者たちを指す。
12世紀から13世紀前半の歴代トレド大司教が支援した時期と、13世紀後半のアルフォンソ10世が支援した時期の、2つの時期に分けられる。
19世紀の歴史学者アマーブル・ジュールダンにより命名された。「12世紀ルネサンス」「大翻訳運動」と重なる。
翻訳学校（トレド翻訳学校）、翻訳センター、トレドの翻訳者グループ、トレードの翻訳グループ、トレードの翻訳学派、トレド学派などともいう。

## 背景

### 前史

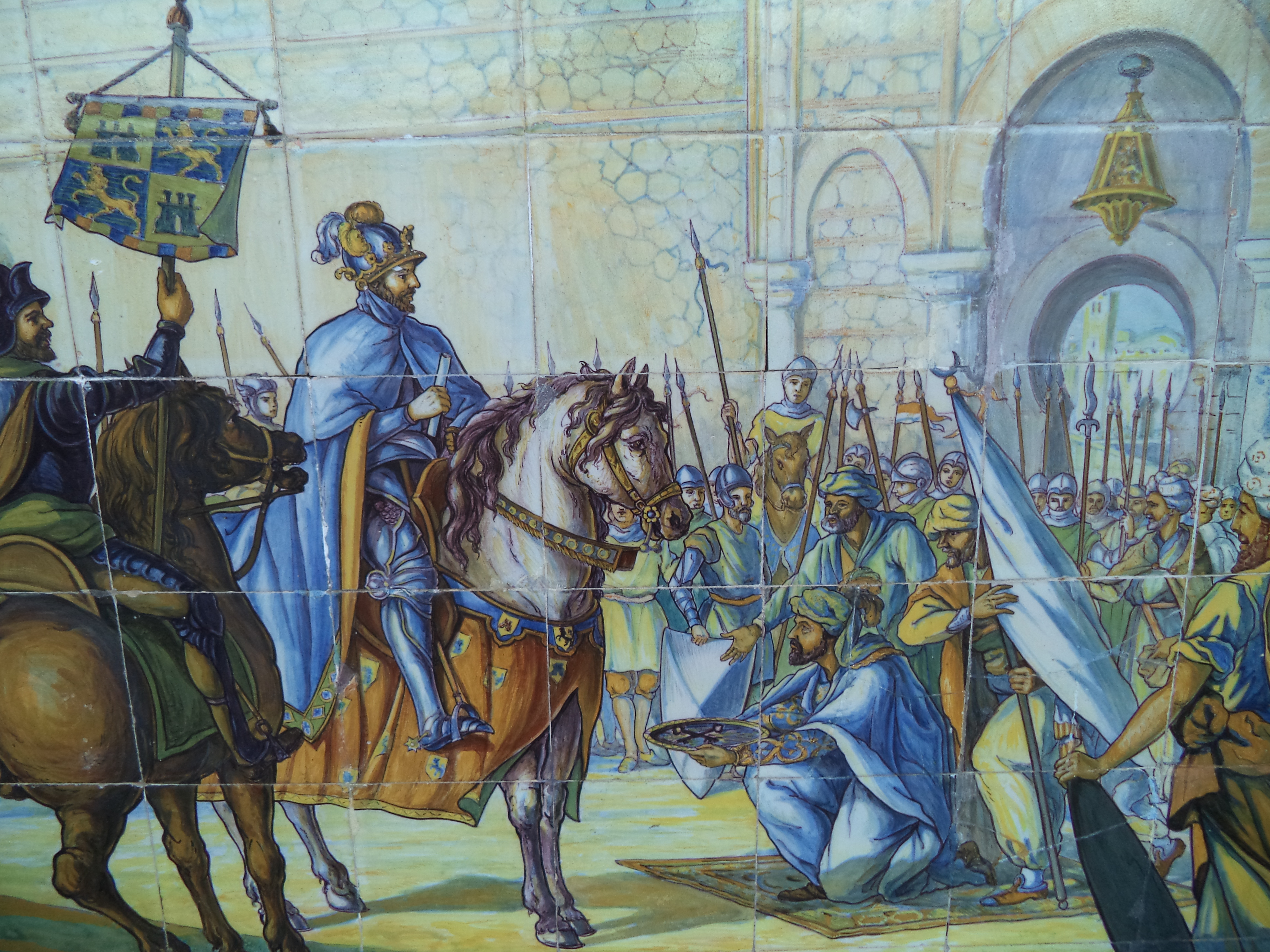
1085年、トレドを再征服したカスティーリャ王アルフォンソ6世。セビリャのスペイン広場の壁画より。

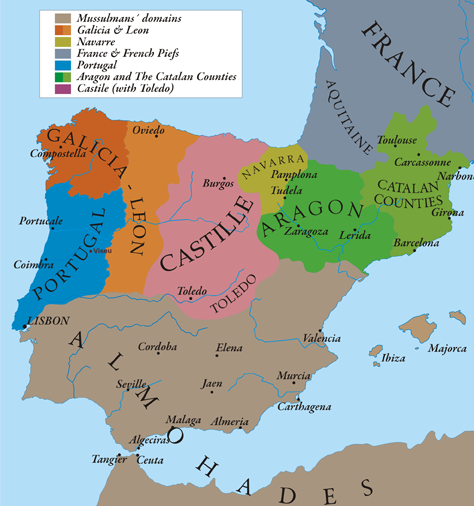
13世紀のイベリア半島。中央にトレド。

中世イベリア半島は、キリスト教国の西ゴート王国の支配の後、イスラム諸王朝の支配（アルアンダルス）を経て、キリスト教国のカスティーリャ王国などに再征服（レコンキスタ）された。
中世イスラム世界は、バグダードの「知恵の館」に象徴されるように、哲学・医学・数学・光学・天文学・占星術・錬金術（化学）などの学術が発達していた（イスラム黄金時代・イスラム科学）。その中で、アリストテレス・エウクレイデス・ガレノス・プトレマイオスといったギリシア古典のアラビア語訳注も作られていた。イベリア半島では後ウマイヤ朝のハカム2世以来、コルドバがバグダードと並ぶ学術都市として栄えていた。
半島中央の都市トレドは、西ゴート時代に首都および大司教座都市（トレド大司教座）となり、イスラム時代になっても主要都市として栄えていた。1031年、後ウマイヤ朝が滅びタイファ（群小王朝）時代になると、トレド王国（ズンヌーン朝）のマームーン王の治下で、トレドはコルドバと並ぶ学術都市となった。学者のザルカーリーやサーイド・アンダルスィーがトレドで活動し、図書館は書物で満たされた。
1085年、カスティーリャ王国のアルフォンソ6世が、外交交渉により無血入城でトレドを再征服した。再征服後、トレドは同国の首都および大司教座都市となり、イスラムの学術に関心や対抗心をもつ知識人がヨーロッパ各地から集まり、翻訳の拠点となった。
翻訳はトレドだけでなく、セビリャなどの他都市や、ピレネー山脈を隔てた南フランス、イタリア、シチリアなどでも行われた（12世紀ルネサンス・大翻訳運動）。同時代には十字軍国家もあったが、同地での翻訳は少なかった。翻訳行為自体は12世紀以前からあり、例えばギリシア古典は6世紀のボエティウス、アラビア医学書は11世紀サレルノのコンスタンティヌス・アフリカヌスが既に訳していた。

### 「三宗教の共存」か
イスラム諸王朝は異教徒（ズィンミー）を容認していたため、再征服直後のトレドには、征服側のカトリック教徒だけでなく、アラブ化したキリスト教徒（モサラベ）や、ユダヤ教徒（セファルディム）、残留イスラム教徒（ムデハル）が共存していた。中世後期には、モサラベの同化やユダヤ教徒とイスラム教徒の強制改宗（コンベルソ、モリスコ）が多くなるが、トレド翻訳学派の時代には、共存がまだ続いていた。
このことから、トレド翻訳学派は「三宗教の共存」のおかげで生まれた、としばしば説明される。しかしこれには異論もある。というのも、モサラベとユダヤ教徒が翻訳に協力したのに比べ、イスラム教徒の協力は少なかった。また、再征服時の協定ではトレドの大モスクの保護が約束されていたが、再征服後、約束に反して大聖堂に改修され、イスラム教徒の多くはトレドを去った。

### 翻訳方式
上記のモサラベやユダヤ教徒は、アラビア語とカスティーリャ語の双方を解した。彼らの役割は、書物をアラビア語からラテン語に訳す際に、仲介となるカスティーリャ語訳を作ることだった。すなわち、彼らがアラビア語の書物をカスティーリャ語に訳して口述し、カトリック教徒の翻訳者がそのカスティーリャ語をラテン語に訳して筆記する、という重訳方式がとられた。
訳文は、6世紀のボエティウス以来の伝統である逐語訳が多かった。

## 歴史

### 前期
12世紀から13世紀前半、トレド大司教ライムンド、ロドリゴ・ヒメネス・デ・ラダら、歴代トレド大司教の後援のもと、以下の翻訳者が活動した。
最初の翻訳は、セビリャのフアンがライムンドに献呈したクスター・イブン・ルーカー『霊と魂との相違論』の訳だった。フアンはドミンゴ・グンディサルボとともに、アリストテレス『霊魂論』、イブン・スィーナー『治癒の書』、イブン・ガビロール『生命の泉』などを共訳した。また、フアンは偽アリストテレス『秘中の秘』、ドミンゴはファーラービーやガザーリーの哲学書も訳した。

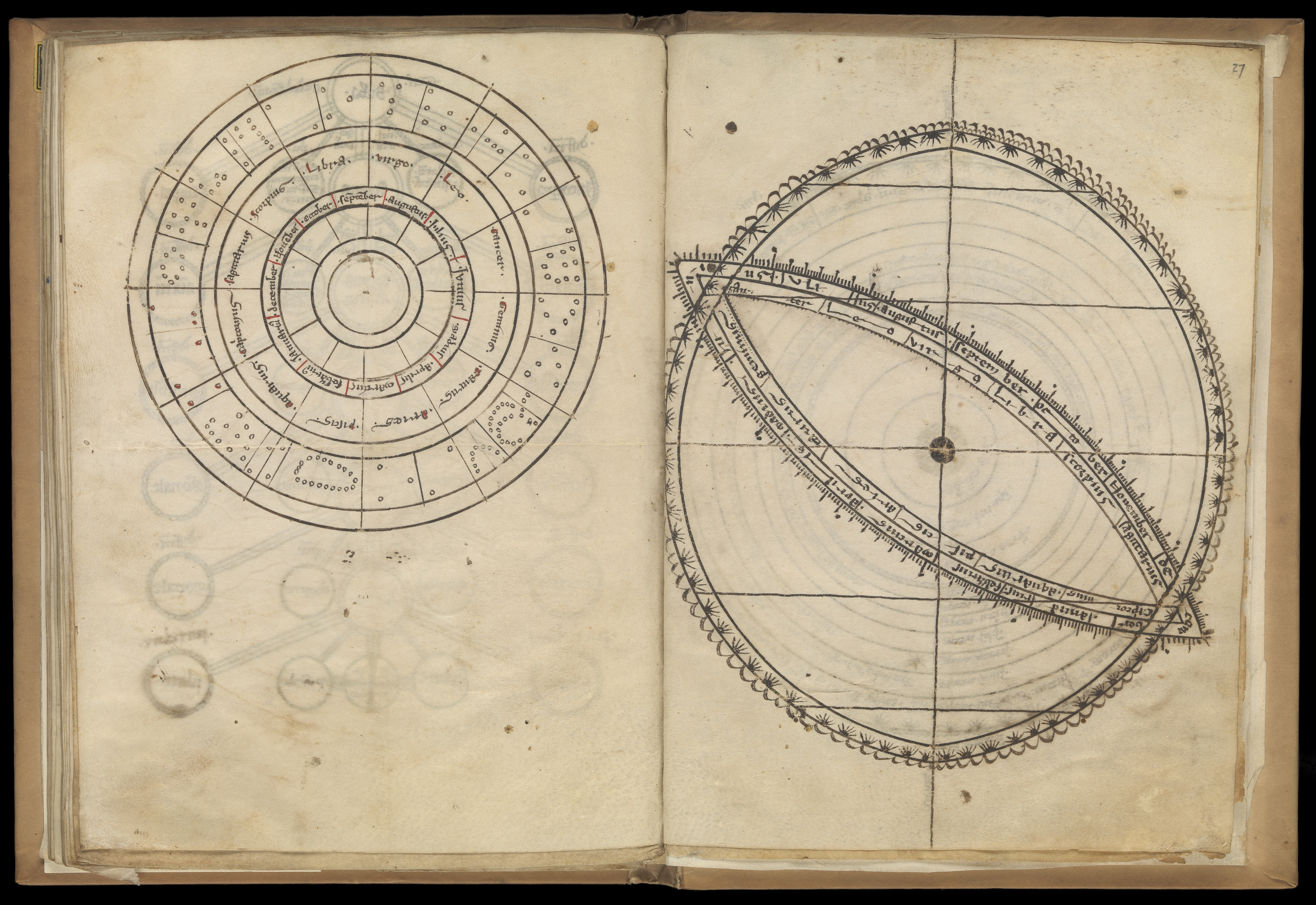
クレモナのジェラルドが訳したザルカーリー『トレド天文表』

クレモナのジェラルドは　トレド最大の翻訳者であり、70点以上の書物を訳した。その分野は多岐にわたり、天文学ではプトレマイオス『アルマゲスト』、ザルカーリー『トレド天文表』、ファルガーニー『天文学集成』、数学ではエウクレイデス『原論』、テオドシウス『球面学』、フワーリズミーの代数学書、論理学や哲学ではアリストテレス『分析論後書』『天体論』、『原因論』、ファーラービーやキンディーの著作、医学ではヒポクラテス・ガレノス・アル・ラーズィーの著作、イブン・スィーナー『医学典範』、その他、イブン・ハイサム『光学』、錬金術書、土占いなどの占術書を訳した。
マイケル・スコットは、青年期にトレドで翻訳に従事し、老年期にフリードリヒ2世治下のシチリア王国で翻訳を指揮した。彼は生涯を通じて、ビトルージーの天文学書、イブン・ルシュドの哲学書、アリストテレス『動物誌』（動物の書）などを訳した。
ケットンのロバート、カリンティアのヘルマンらは、クリュニー修道院長の尊者ピエールの依頼により、最初の『コーラン』ラテン語訳を含むイスラム教論駁書『トレド集成』を作った。
チェスターのロバートは、フワーリズミーの代数学書などを訳した。チェスターのロバートは上記「ケットンのロバート」と同一視される場合もある。
以上に加え、トレドのマルコス、トレドのペドロ、ブリュージュのルドルフ、シャレスヒルのアルフレッド、ドイツ人のヘルマン、モーリーのダニエル、その他多くの人々がトレドで活動した。

### 後期

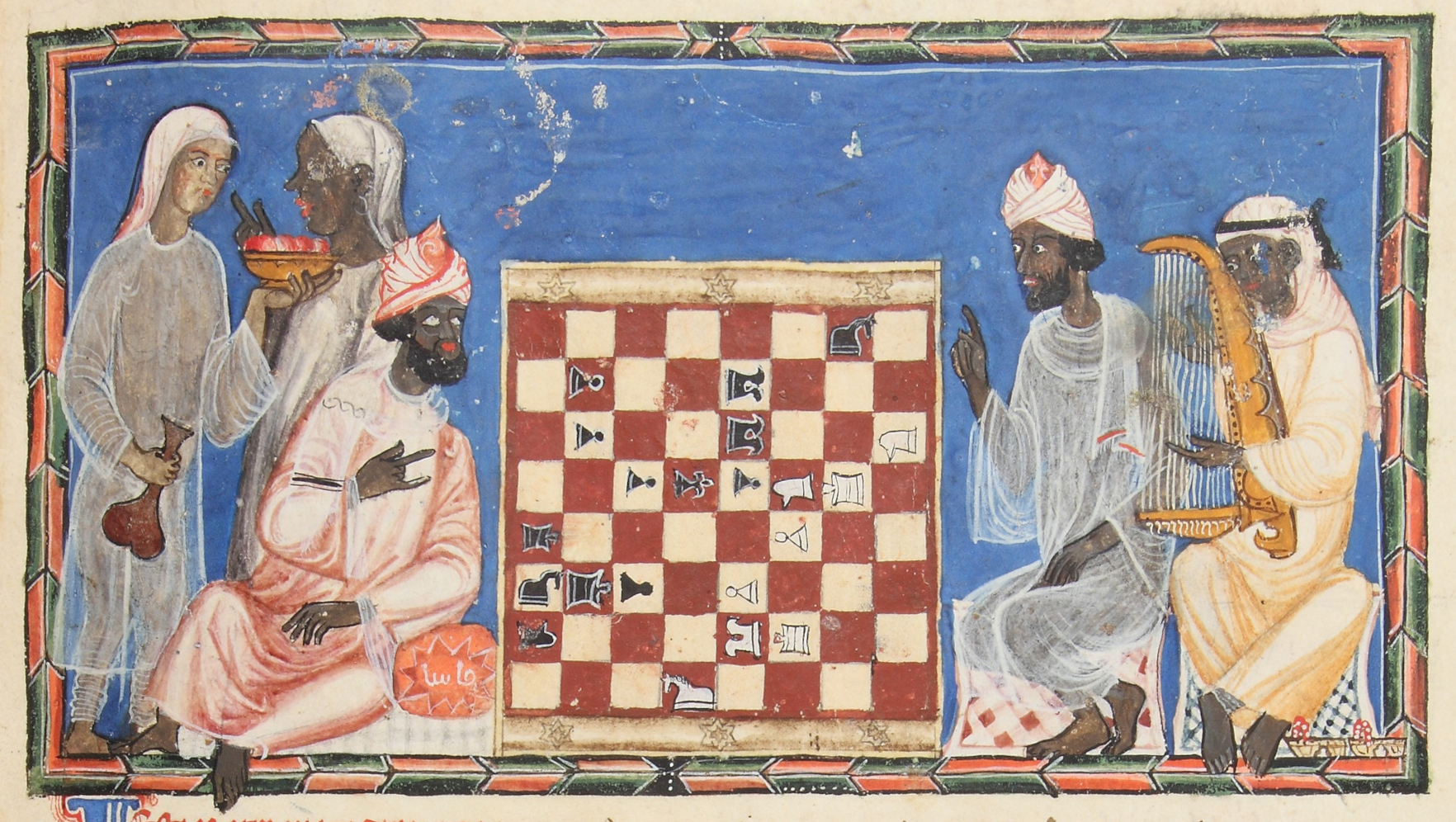
アルフォンソ10世が訳した『チェス・サイコロ・盤の書』の挿絵

13世紀後半には、ラテン語でなくカスティーリャ語への翻訳が主眼に置かれた。これにより、トレドのラテン世界に対する影響力は衰えたが、カスティーリャ語の地位向上に繋がった。
その中心にいたのが「賢王」「三宗教の王」の異名をもつアルフォンソ10世だった。10世は、学術だけでなく文芸・娯楽に対しても、カスティーリャ語による著述・翻訳を奨励した。10世自身も、インド由来の寓話集『カリーラとディムナの書』や、娯楽書『チェス・サイコロ・盤の書』の翻訳に携わった。

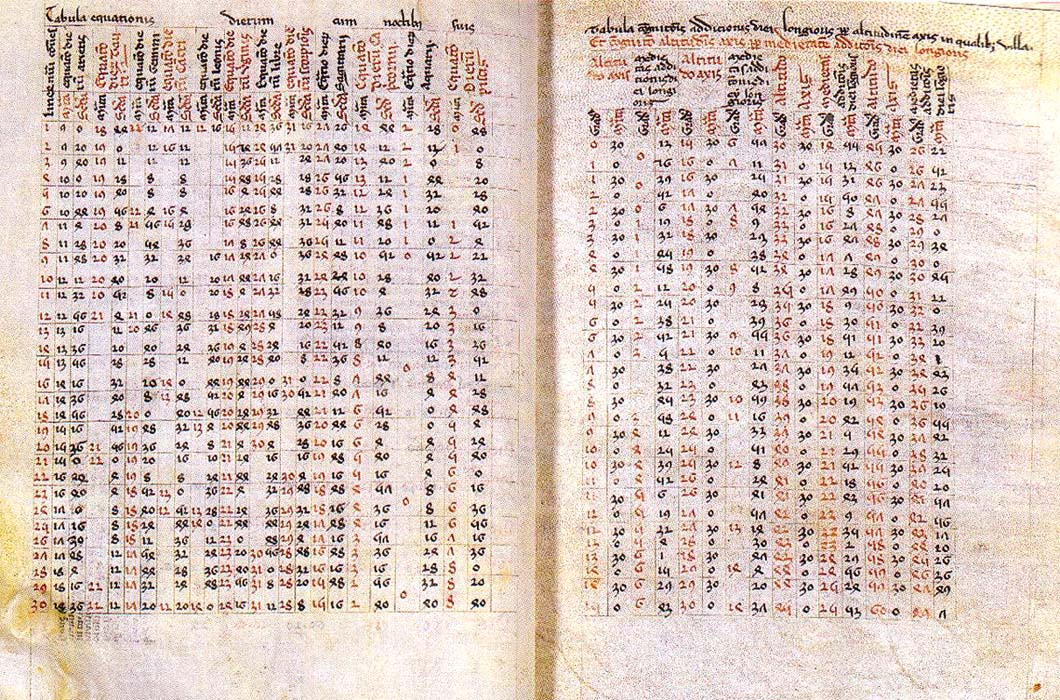
『アルフォンソ天文表』

10世の時代には天文学が特に研究され、上記の『トレド天文表』を改良した『アルフォンソ天文表』や、アラビア語の天文書のカスティーリャ語訳が作られた。また、占星術書『ピカトリクス』の訳や、ユダヤ教徒の宮廷侍医イェフダ・ベン・モーシェが10世名義で書いた占星術書『貴石誌』も作られた。
10世の時代の他の翻訳者に、ラビ・サグ、サムエル・ハ・レヴィ、トレドのアブラハム、イサク・イブン・シッド、その他多くの人々がいる。『階梯の書』（ミーラージュ）のカスティーリャ語訳も作られた。

## 受容

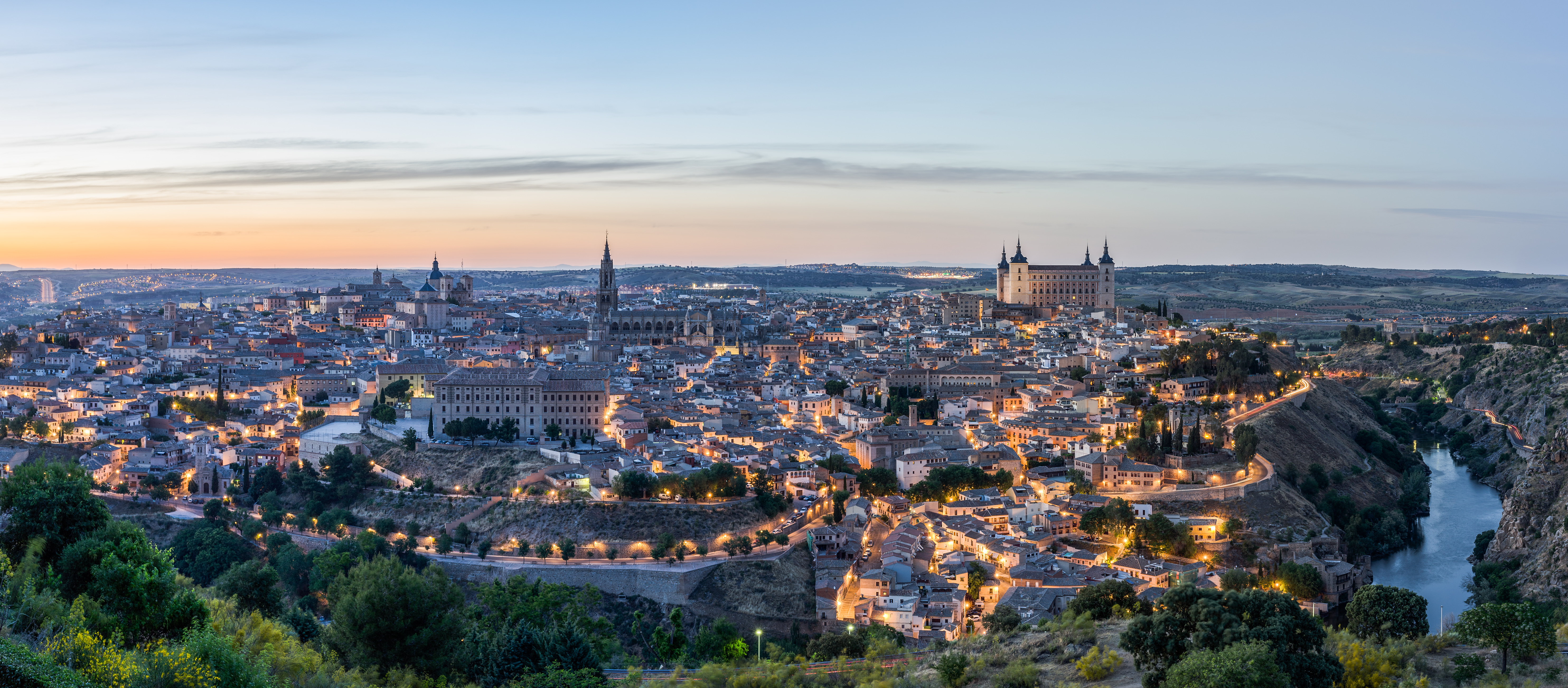
現代のトレドの街並み

トレドの訳書はヨーロッパ各地に伝播し、ロジャー・ベーコンらに受容された。
アラビア語の医学書は、11世紀イタリアのコンスタンティヌス・アフリカヌスにより既に訳されていたが、『医学典範』はクレモナのジェラルドによって初めて訳され、18世紀まで医学の教科書として読まれ続けた。
アラビア語由来の英単語である「アルゴリズム」は、上記のチェスターのロバートの訳語に由来する。アラビア数字（十進記数法、ゼロの概念）の伝播にも寄与したが、普及させたのは13世紀イタリアのフィボナッチ『算盤の書』だった。
アリストテレスの著作は、6世紀のボエティウスや12世紀ヴェネツィアのジャコモにより既にギリシア語から訳されていたが、トレドでアラビア語のアリストテレス註解とともに多く訳され、中世哲学におけるアリストテレス主義の興隆に寄与した。しかし13世紀末には、ムールベーケのギヨーム（トマス・アクィナスの友人）によるギリシア語からの訳に取って代わられた。
『階梯の書』（ミーラージュ）は、カスティーリャ語に訳された後に他言語にも訳され、ダンテ『神曲』に影響を与えた。
『アルフォンソ天文表』はヨーロッパ各地でルネサンス期まで使われ続けた。
19世紀フランスの歴史学者ジュールダン（ジェルダン）は、トレドに翻訳者養成のための学院があったと仮定し、「翻訳学校」「翻訳学派」の概念を提唱した。学院が実在したかは定かでないが、現代でもこの概念が使われている。主な研究者にサートン、ハスキンズ、ソーンダイク、カーモディ、リンドバーグ、バリクロサ、ダルヴェルニー、ベルネ、リエト、バーネット、ジャッカール、ルメイ、パレンシア、ピムらがいる。
20世紀末、トレドの翻訳学校にあやかった翻訳者の養成施設が、ヨーロッパ各地に作られた。